# Pedopodisma
Pedopodisma is een geslacht van rechtvleugeligen uit de familie veldsprinkhanen (Acrididae). De wetenschappelijke naam van dit geslacht is voor het eerst geldig gepubliceerd in 1980 door Zheng.

## Soorten
Het geslacht Pedopodisma omvat de volgende soorten:
- Pedopodisma abaensis Yin, Zheng & Ye, 2012
- Pedopodisma chishuia Zheng & Shi, 2006
- Pedopodisma emeiensis Yin, 1980
- Pedopodisma rutifemoralis Zhong & Zheng, 2004
- Pedopodisma shennongjiaensis Wang & Li, 1996
- Pedopodisma xingshanensis Zhong & Zheng, 2004